# Mariakapel (Voerendaal)

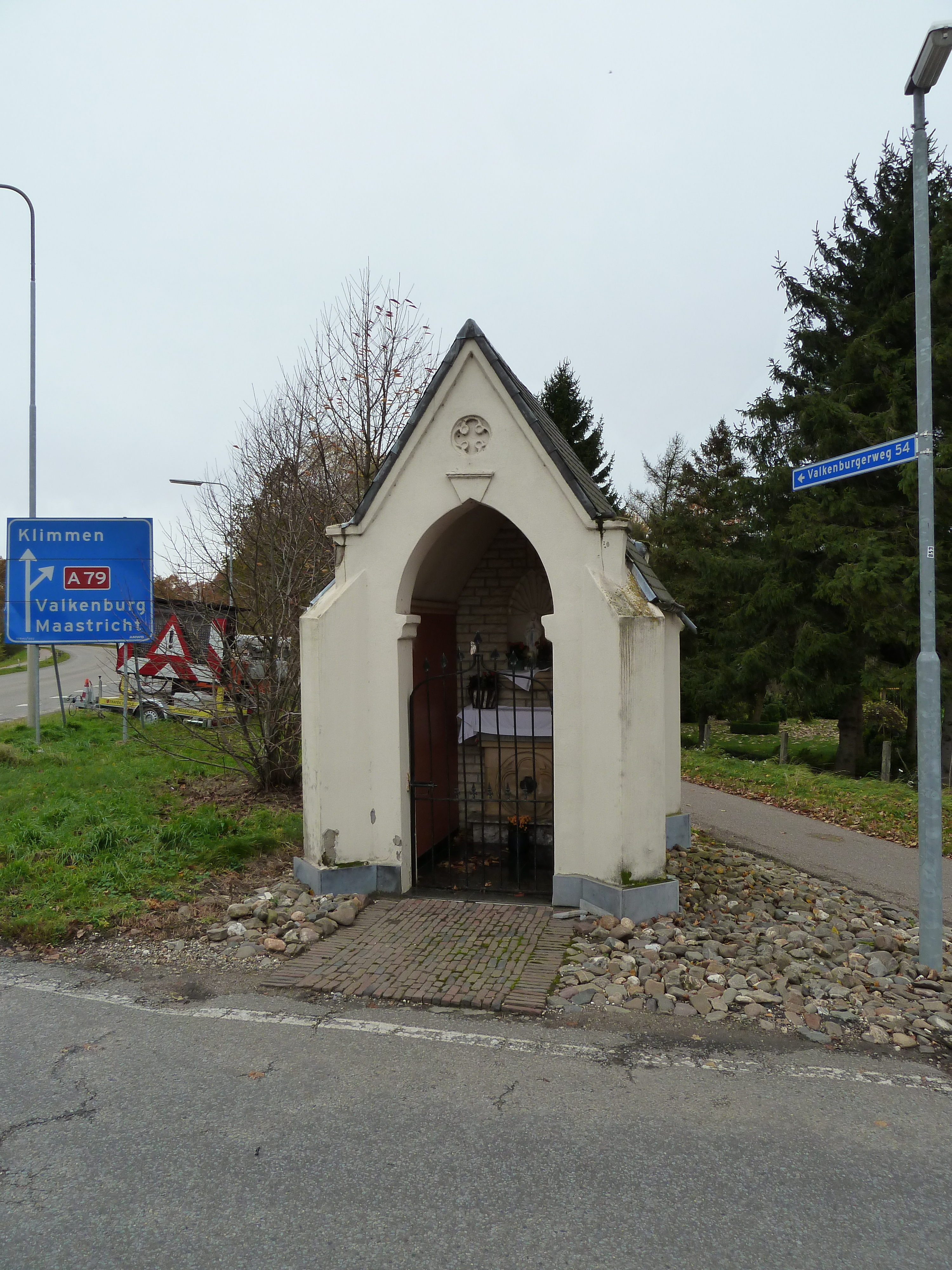
De Mariakapel

De Mariakapel is een wegkapel in Voerendaal in de Nederlands Zuid-Limburgse gemeente Voerendaal. De kapel staat op de hoek van de Valkenburgerweg en de Tenelenweg aan de zuidwestzijde van het dorp tussen de weg en het fietspad. Op ruim een halve kilometer naar het noordwesten ligt Kasteel Haeren.
De kapel is gewijd aan Maria.

## Geschiedenis
In 1938 werd de kapel gebouwd door de familie Senden-Lipperts op de plaats waar men vroeger voor de sacramentsprocessie steeds een houten rustaltaar moest opbouwen.
Door de jaren heen werd het Mariabeeldje meerdere keren gestolen en werd er een nieuw beeld in de kapel teruggeplaatst.
In 2020 werd de kapel gerenoveerd. Daarbij werden onder andere de roodbruine zijwanden in de kapel groen geschilderd.

## Bouwwerk
De open wit-groen geschilderde kapel is opgetrokken op een rechthoekig plattegrond onder een zadeldak van leien. Op de vier hoeken zijn overhoekse steunberen aangebracht. De frontgevel en achtergevel zijn groen geschilderd en hebben schouderstukken, terwijl de zijgevels en steunberen wit geschilderd zijn. De frontgevel bevat boven in de topgevel in reliëf een rozet met de vierledige vorm van een kruis, een vierpas. De frontgevel bevat verder de spitsboogvormige toegang, met naar voren uitspringende sluitsteen en naar binnen uitstekende aanzetstenen, en wordt afgesloten met een zwart smeedijzeren hek.
Van binnen heeft de kapel een houten zadeldakgewelf dat wit geschilderd is, terwijl de zijwanden groen geschilderd zijn. Tegen de achterwand is een mergelstenen altaar geplaatst met aan de voorzijde in reliëf een vierpas met daarin een medaillon met het hoofd van Christus. De achterwand is uitgevoerd in metselwerk van gele bakstenen. Boven het altaar is in de achterwand een spitsboogvormige nis aangebracht die uitgevoerd is in mergelsteen met aan de bovenzijde een schelpvormige kalot. In deze nis is het Mariabeeldje geplaatst.